# Федерация семи общин
Федерация семи общин (итал. Federazione dei Sette Comuni) — небольшое суверенное государство на юге Тироля, основанное потомками кимвров (цимбров, которые появились в этих местах в I тысячелетии нашей эры).

## История
Федерация Семи Общин (по-итальянски: La Federazione dei Sette Comuni и Spettabile Reggenza dei Sette Comuni; по-цимбрски: Hòoga Vüüronghe dar Siban Komàüne) была провозглашена в 1310 году, de facto же возникла ещё в 1259 году, после разгрома и пленения местного тирана-гибеллина Эццелино III да Романо. Федерация включала следующие общины:
- Азиаго (итал. Asiago; цимбр. Sleghe/Schlège; нем. Schlägen).
- Галлио (итал. Gallio; цимбр. Gell(e)/Ghel; нем. Gelle).
- Лузиана (итал. Lusiana; цимбр. Lusaan; нем. Lusian).
- Роана (итал. Roana; цимбр. Robàan; нем. Rovan или Rain).
- Ротцо (итал. Rotzo; цимбр. Rotz; нем. Ross).
- Фодза (итал. Foza; цимбр. Vüsche или Vütsche; нем. Fütze).
- Энего (итал. Enego; цимбр. Ghenebe; нем. Jenève или Jeneve).

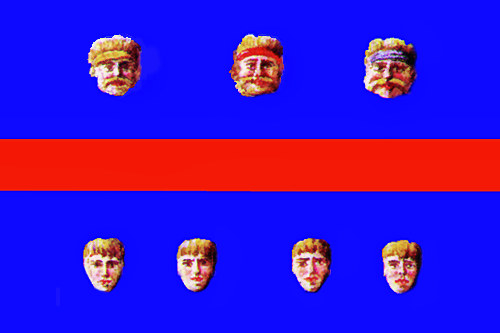
Знамя Федерации Семи Общин

В 1327 году Федерация Семи Общин, сохраняя свою административную автономию, вступила в союз с династией Скалигеров, которая освободила её от любых уз подчинения, на которые претендовал муниципалитет Виченцы. В 1387—1404 гг. Федерация Семи Общин состояла под патронатом миланских герцогов Висконти. 
20 февраля 1404 года Федерация Семи Общин объявила о присоединении к Венецианской республике, которая, со своей стороны, гарантировала Общинам их привилегии в течение следующих четырёх сотен лет. Соблюдалась гарантия чуть дольше: 403 года. Федерация была ликвидирована «наглой волею» Наполеона I, по его приказу, в 1807 году. На Венском конгрессе справедливость не была восстановлена — и территория Федерации отошла к Австрийской империи.
21 октября 1866 года, после поражения Австрии, территория была присоединена к Итальянскому королевству. Ныне известна как «Семь муниципалитетов Плато» и поделена между провинциями Виченца и Тренто.
В годы Второй мировой войны горцы «Семи муниципалитетов Плато» служили, главным образом, в дивизиях Альпийских стрелков.
В XXI веке граждане «Семи муниципалитетов Плато» неоднократно высказывали своё желание воссоединиться с родным Тиролем.